# Баварски језик
Баварски језик или дијалекат (Boarisch) западногермански је језик или дијалекат горњонемачких језика који се говори у дијеловима Баварске и већини Аустрије. Прије 1945, баварски је преовладавао у дијеловима јужне Чешке и западне Мађарске. Баварски чини континуум више или мање међусобно разумљивих мјесних и регионалних варијанти. Његова међусобна разумљивост са стандардним њемачким језиком је веома ограничена, али већина његових говорника може да се пребаци на стандардни њемачки. Иако је најразличитији дијалекат од стандардног немачког, много се чешће сматра дијалектом, јер се најчешће у породичним или кућним условима употребљава.

## Историја
Баварци су се као група формирали у раном средњем вијеку, као становништво Војводства Баварске, чинећи југоисточни дио Краљевине Њемачке. Старовисокоњемачки документи из области Баварске идентификовани су као старобаварски (Altbairisch), иако у овом раном периоду постоји неколико препознатљивих карактеристика које би га одвојиле од алеманског њемачког.
Дијалектско раздвајање горњоњемачког на источногорњоњемачки (баварски) и западногорњоњемачки (алемански) постоје видљивије у средњевисокоњемачком периоду, отприлике од 12. вијека.

## Географска распрострањености и дијалекти
У Европи:
- У Њемачкој, језик се говори у Горњој Баварској, Доњој Баварској и у окрузима Горњем Палатината у Баварској. Говори се и у јужном Фогтланду у Саксонији;
- У Аустрији, изузев Форарлберга и округа Ројте у Тиролу;
- У Италији у Јужном Тиролу и неколико лингвистичких цимбријски и карнијских енклава у сјеверној Италији;
- У Швајцарској, говори се у селу Замнаун у кантону Граубинден;
- У Мађарској, у граду Шопрон и околини.

Изван Европе:
- У Бразилу, у Трези-Тилијасу;
- У Перуу, у Позузу;
- У Сједињеним Државама и Канади.

Три главна дијалекта баварског су:
- сјеверни баварски
- средишњи баварски
- јужни баварски

## Упоређивање са стандардним њемачким
У овим примјерима се највише прича о баварском из Минхена.

### Изговор, читање и писање
У овим 3 стварима се стандардни њемачки и баварски највише разликују, првенствено у самогласницима. Ево гдје су све промјене и разлике у читању:
| Звук у стандардном немачком                              | Звук у баварском                                           |
| -------------------------------------------------------- | ---------------------------------------------------------- |
| r: чита се као [ʁ] (сем када се налази после сугласника) | r: чита се као [r] (сем када се налази после сугласника e) |
| a                                                        | o                                                          |
| ei: чита се као [aɪ]                                     | oa                                                         |
| u                                                        | ua                                                         |
| ü: чита се као [y]                                       | ua                                                         |
| ie: чита се као [iː]                                     | ia                                                         |
| al                                                       | oi                                                         |
| iel: чита се као [iːl]                                   | ui                                                         |
| ben: чита се као [bn̩] на крају ријечи                    | m: на крају ријечи                                         |
| nen: чита се као [nn̩] на крају ријечи                    | na: на крају ријечи                                        |
| er: чита се као [ɐː] на крају ријечи                     | а: не увијек                                               |

Такође, g после сугласника e се не чита и пре n постаје назално. Када се у њемачком не чита e, у баварском се често избаци и писања или се на почетку стави '. Док се у стандардном њемачком s често чита као [z], у баварском се s чита као [s]. У баварском такође постоји више дифтонга, него у стандардном њемачком.

### Граматика
У стандардном њемачком постоје 4 падежа: номинатив, генитив, датив и акузатив, док у баварском не постоји генитив, него се користи предлог von (што уједно може и у стандардном њемачком), уместо генитива. Ево примјера:
СЊ:   или  
Баварски:   или   (дословно: човеку његова кућа)
Такође, реч vom је комбинација von + dem.
Док у стандардном њемачком постоји претерит, у баварском не постоји, осим за речи sein (бити) и wollen (желети, хтети).

### Рјечници
- Schmeller, Johann Andreas; edited by Frommann, Georg Karl (1872 & 1877). Bayerisches Wörterbuch. 2nd ed. in 2 vol., Rudolf Oldenbourg, München
- Hietsch, Otto (2015). Wörterbuch Bairisch-Englisch, Von Apfelbutzen bis Zwickerbusserl. Regenstauf: SüdOst Verlag. ISBN 978-3-86646-307-3.

### Филологија
- Schikowski, Robert (2009). Die Phonologie des Westmittelbairischen.
- Traunmüller, Hartmut (1982). Der Vokalismus Im Ostmittelbairischen. стр. 289—333.
- Wiesinger, Peter (1990). The Dialects of Modern German: A Linguistic Survey. стр. 438—519.
- Egon Kühebacher (1965–1971). Tirolischer Sprachatlas. 3 Vol.: Vokalismus, Konsonantismus, Sprachatlas. (= Deutscher Sprachatlas. Regionale Sprachatlanten. Hg. von Ludwig Erich Schmitt, Karl Kurt Klein, Reiner Hildebrandt, Kurt Rein. Bde. 3/1–3). Marburg: N. G. Elwert Verlag.